# Симбирский уезд
Симби́рский уе́зд (до 1780 г. — Синбирский уезд) — административно-территориальная единица Симбирской губернии, существовавший в 1648—1928 годах. Уездный город — Синбирск (с 1780 г. — Симбирск, с 1924 г. — Ульяновск).

## Географическое положение
Уезд располагался на востоке Симбирской губернии, граничил по реке Волга с Самарской губернией. Площадь уезда составляла в 1897 году 6 038,9 верст² (6872 км²), в 1926 году — 10 172 км².

## История
Синбирский уезд образован в конце 1648 года (лета 7156 года) при строительстве Синбирской засечной черты и вошёл в Приказ Казанского дворца.
Сначала в состав уезда вошли: Синбирская крепость с острогом, посад, слободы, пригороды и остроги населявшие черту, до Корсунской черты, где в 1647 году был образован Корсунский уезд.
С основанием новых слобод вдоль черты, в уезде были образованы станы: Завальный, Забарышский и Ввальный (Вальный).
С началом строительства в 1652 году Закамской засечной черты в Синбирский уезд вошли Белый Яр, Ерыклинск и Тиинск.
В 1683 году, в связи со строительством Сызранской линии, в состав уезда вошли крепости, остроги и слободы: Сызрань, Кашпир, Канадей, Городище, Труево Городище и другие населённые пункты.
В 1700 году к уезду был приписан городок Сосновый остров (ныне Хвалынск).

Административно-территориальная карта Русского царства на 1708 год.

В 1708 году, в ходе Областной реформы Петра I, к Синбирскому уезду с административным центром Синбирск, была присоединена территория упразднённого Корсунского уезда и вошёл в состав новообразованной Казанской губернии.
В 1717 году уезд вошёл во вновь образованную Астраханскую губернию.
В июле-августе 1717 года произошёл мощный прорыв «кубанцев», названный Кубанским погромом, от которого пострадала часть уезда, а городок Кашпир был сожжён.
В 1719 году уезд вошёл в состав вновь образованной Синбирской провинции.

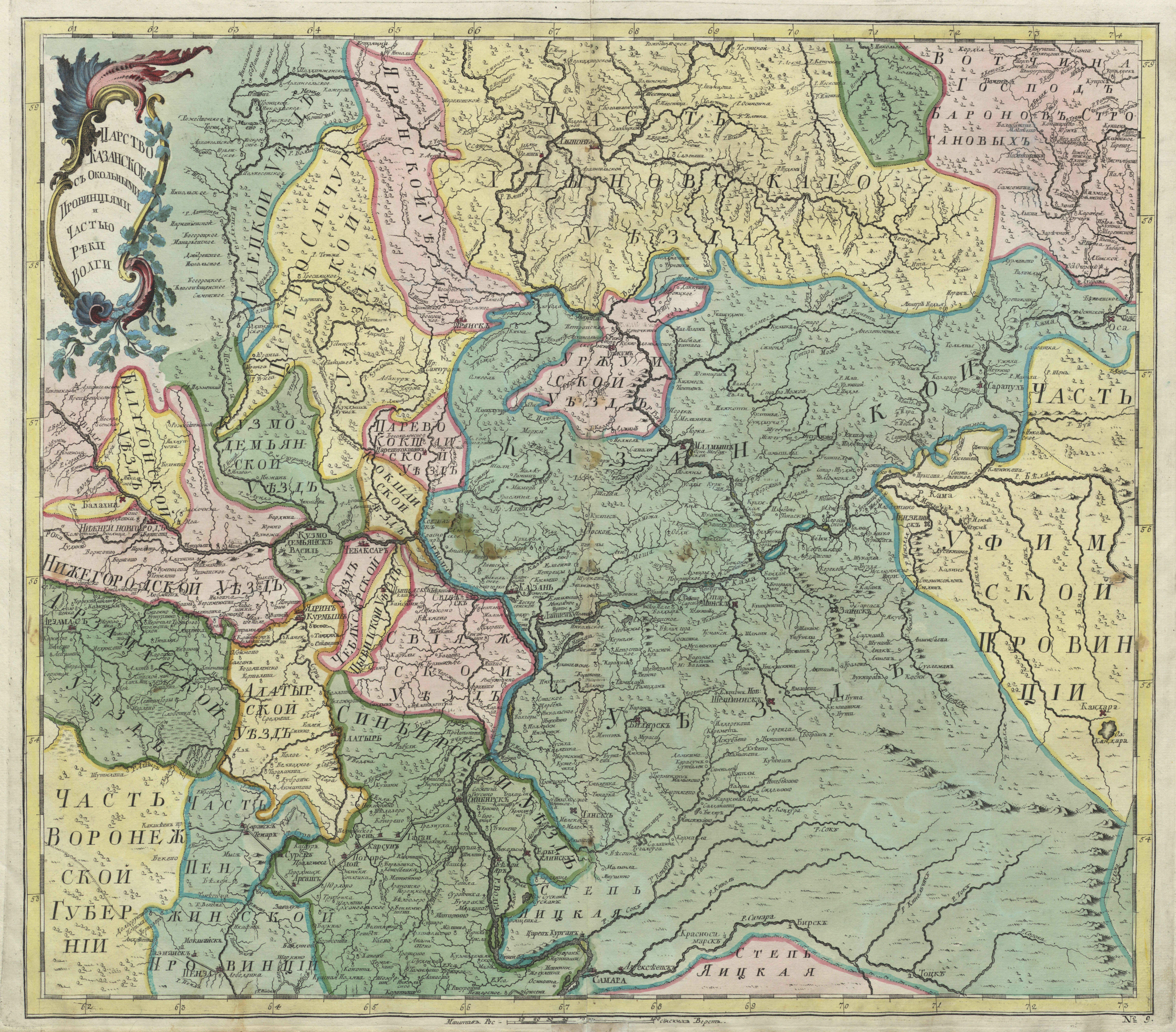
Часть Синбирского уезда, на карте 1745 г.

В 1728 году уезд, в составе Синбирской провинции, возвращён в состав Казанской губернии.                                                                                                                                                                                                                 

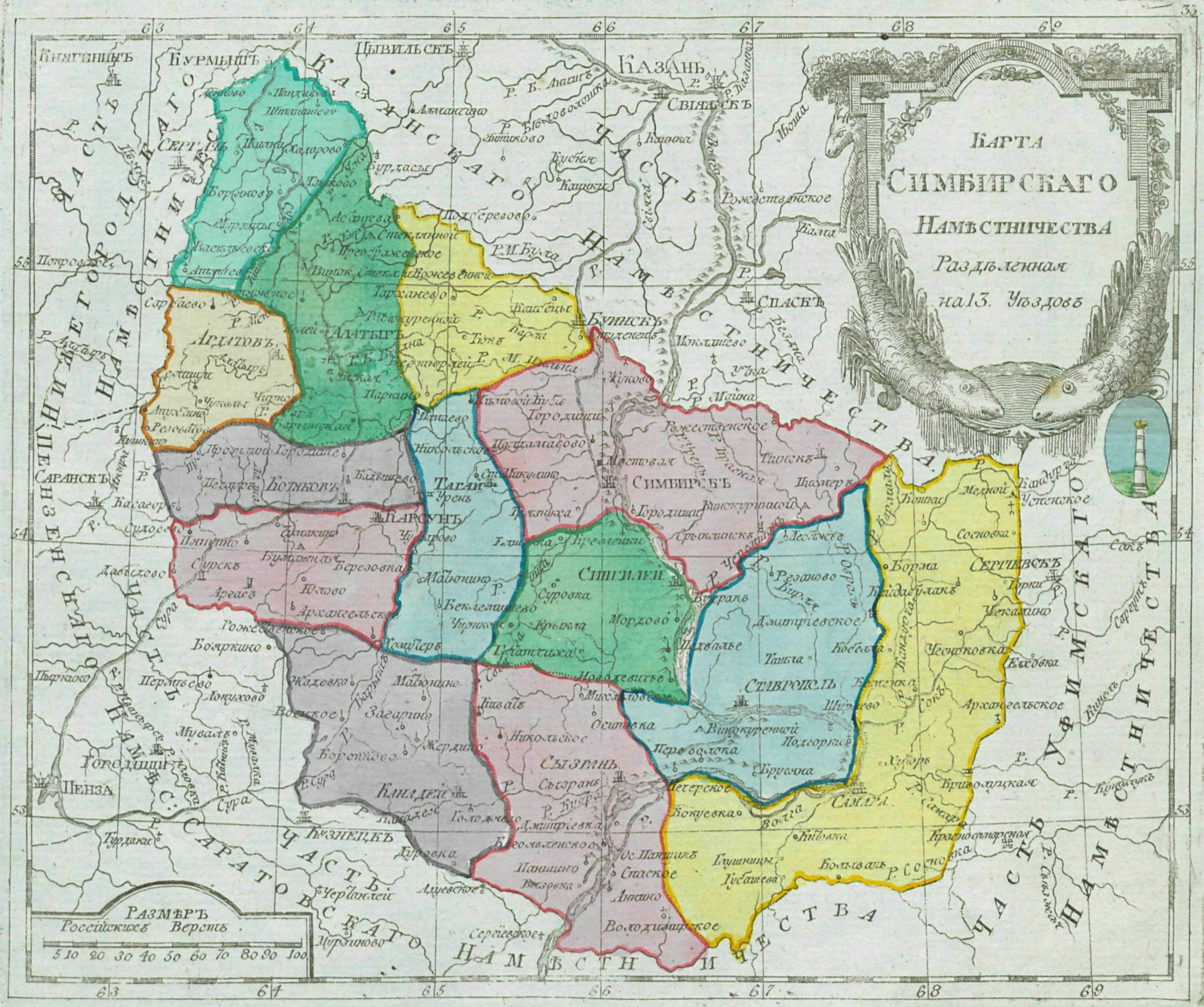
Карта уездов Симбирского наместничества (1792 г.)

В 1780 году Синбирск переименован в Симбирск, а Симбирский уезд был официально оформлен в сентябре 1780 года, в составе Симбирского наместничества, в результате реформы Екатерины II. В результате этой реформы территория Симбирского уезда уменьшилась в размерах.
В 1796 году, при преобразовании Симбирского наместничества в Симбирскую губернию, к Симбирскому уезду была присоединена территория  упразднённого Тагайского уезда, при этом Симбирский уезд потерял заволжскую территорию, переданную Ставропольскому уезду.
В декабре 1866 года к Симбирску была присоединена территория слободы Туть.
В 1898 году по уезду была проложена железная дорога — ветка Симбирской железной дороги Инза — Симбирск Московско-Казанской железной дороги. В связи с чем были открыты ж/д станции возле которых образовались населённые пункты, такие как Станция-Охотничья, станция Студенческая, разъезд Анненково, 880 км, 875 км, 864 км, Киндяковка и другие.
27 мая 1920 года, при создании ТАССР, Большетархановская, Большецильнинская и Сендюковская волости уезда были отданы в состав Буинского кантона Автономной Татарской ССР. В то же время из Буинского уезда была передана Архангельская волость, в которую входили сёла: Архангельское, Еделево, Чеботаевка, Шатрашаны. В этом же году из уезда в состав города Симбирск вошли посёлки Куликовка и Бутырки.
22 сентября 1921 года из Архангельской волости Симбирского уезда Симбирской губернии в Городищенскую волость Буинского кантона Автономной Татарской ССР было передано селение Татарские Шатрашаны.
В 1924 году город Симбирск был переименован в Ульяновск, а уезд — в Ульяновский. В этом же году к уезду была присоединена часть территории упраздненного Сенгилеевского уезда.
20 июля 1925 года к Ульяновскому уезду была присоединена Астрадамовская волость Алатырского уезда.
14 мая 1928 года Ульяновский уезд был упразднён, на его территории 16 июля 1928 года образован Ульяновский район, без Криушинского сельсовета, части Подкуровской и Тетюшской волостей и вошёл в состав Ульяновского округа Средне-Волжской области.
Основная статья: Ульяновский район

## Население
На момент создания Симбирского наместничества в 1780 году в уезде проживало 23731 мужского пола.
По данным переписи 1897 года в уезде проживало 225 873 чел. В том числе, русские — 77,1 %, татары — 9,8 %, чуваши — 7,4 %, мордва — 4,9 %. В городе Симбирск проживало 41 684 человек.
По итогам Всесоюзной переписи населения 1926 года население уезда составило 402 843 человек, из них городское — 82 074 человек.

## Административное деление
На начало 1649 года в уезде было: город Синбирск, пригороды: Юшанск, Тагаев и Уренск. С 1652 года вошли — Белой Яр, Ярыклинск и Тиинск. В 1666 году — Сенгилеевская слобода. В 1683 году — Сызрань и Кашпир.
С 18 декабря 1708 года, согласно Указу Петра I «Об учреждении губерний и о росписании к ним городов», Синбирский уезд вошёл в состав Казанской губернии. В уезд вошли: «Белой Яр, Ярыклинск (Ерыклинск), Тагаев, Ялшанск (Юшанск), Уренеск, Корсунь, Малой Корсунов, Аргаш, Тальской, Сурской».
В 1890 году в состав уезда входило 19 волостей:
| № п/п | Волость             | Волостное правление    | Число селений | Население |
| ----- | ------------------- | ---------------------- | ------------- | --------- |
| 1     | Больше-Тархановская | с. Большие Тарханы     | 11            | 10737     |
| 2     | Больше-Цильнинская  | с. Большая Цильна      | 5             | 7537      |
| 3     | Верхне-Темирсянская | с. Верхние Тимерсяны   | 9             | 12461     |
| 4     | Загудаевская        | с. Загудаевка          | 9             | 5652      |
| 5     | Кадыковская         | с. Кадыковка           | 17            | 8248      |
| 6     | Ключищенская        | с. Ключищи             | 12            | 13212     |
| 7     | Нагаткинская        | с. Большое Нагаткино   | 10            | 6789      |
| 8     | Ново-Никульская     | с. Новое Никулино      | 32            | 10747     |
| 9     | Подкуровская        | с. Подкуровка          | 23            | 10804     |
| 10    | Покровская          | с. Покровское (Озерки) | 20            | 7039      |
| 11    | Ртищево-Каменская   | с. Ртищево-Каменка     | 17            | 7684      |
| 12    | Сельдинская         | с.Сельдинская Слобода  | 14            | 8738      |
| 13    | Сендюковская        | д. Сюндюково           | 12            | 9843      |
| 14    | Тагаевская          | с. Тагай               | 11            | 9126      |
| 15    | Тетюшская           | с. Тетюшское           | 25            | 7420      |
| 16    | Тушинская           | с. Тушна               | 10            | 15808     |
| 17    | Ундоровская         | с. Ундоры              | 20            | 8730      |
| 18    | Шумовская           | с. Шумовка             | 11            | 7965      |
| 19    | Языковская          | с. Теньковка           | 18            | 11028     |

В 1913 году в уезде также было 19 волостей.

## Руководство уезда / провинции
См. Категория: Воеводы Симбирска
Строителем крепости Синбирск и засечной черты был окольничий и воевода Хитрово Богдан Матвеевич (1648).

### Синбирский уездПриказа Казанского дворца(1649—1708)
| Сроки управления    | Имя                                 | Должность / звание / титул   | Годы жизни / Примечания          |
| ------------------- | ----------------------------------- | ---------------------------- | -------------------------------- |
| 1648—1650           | Иван Богданович Камынин             | воевода / стольник           | ? — 1682                         |
| 1650—1652           | Семён Никитич Болховский            | воевода / князь              |                                  |
| 1652—1657           | Пётр Андреевич Измайлов             | воевода / стольник           |                                  |
| 1658—1661           | Михаил Андреевич Кольцов-Мосальский | воевода / князь              |                                  |
| 1662—1663           | Фёдор Алексеевич Долгоруков         | воевода / стольник           | ? — 1690                         |
| 5.03.1665—7.02.1670 | Иван Иванович Дашков                | воевода / стольник / князь   |                                  |
| 1670—1670           | Михаил Львович Плещеев              | воевода / стольник           |                                  |
| 1670—1670           | Иван Богданович Милославский        | воевода / окольничий         | ? — 1681                         |
| 1671—1672           | Шереметев Пётр Васильевич Большой   | воевода / боярин             | ? — 27 апреля 1690               |
| 1672—1673           | Пётр Иванович Хованский             | воевода / стольник / князь   |                                  |
| 1673—1675           | Алексей Петрович Головин            | воевода / стольник / князь   | 25 апреля 1618 — 10 февраля 1690 |
| 1676—1676           | Фёдор Богданович Долгоруков         | воевода / князь              | /1640/ — 1706                    |
| 1678                | Нестеров Семён Михайлович           | воевода / стольник           |                                  |
| 1680                | Самарин Михаил Фёдорович            | воевода / стольник           |                                  |
| 1681—1682           | Яков Фёдорович Долгоруков           | воевода / князь              | 1639 — 8 ноября 1720             |
| 1682—1683           | Михаил Григорьевич Козловский       | воевода / князь              |                                  |
| 1683—1685           | Григорий Афанасьевич Козловский     | воевода / князь              | 1646 — 1701                      |
| 1685—1688           | Матвей Алексеевич Головин           | воевода / стольник           |                                  |
| 1688—1689           | Василий Федорович Жирово-Засекин    | воевода / окольничий / князь |                                  |
| 1690—1693           | Иван Осипович Щербатов              | воевода / стольник / князь   | 10 августа 1648 — 14 января 1727 |
| 1693—1696           | Иван Семенович Ларионов             | воевода / думный дворянин    |                                  |
| 1696—1697           | Андрей Петрович Измайлов            | воевода / стольник           | ? — 1714                         |
| 1697—1699           | Степан Афанасьевич Собакин          | воевода / стольник           |                                  |
| 1700—2.1701         | Алексей Матвеевич Кравков           | воевода / стольник           |                                  |
| 1701—1702           | Алексей Семёнович Крюков            | воевода                      |                                  |
| 1702—1705           | Пётр Михайлович Бестужев-Рюмин      | воевода / стольник           | 28 июля 1664 — 1743              |
| 1706—1708           | Фёдор Михайлович Есипов             | воевода / стольник           |                                  |

### Синбирский уездКазанской губернии(1708 — 1717)
| Сроки управления | Имя                                   | Должность / звание / титул | Годы жизни    |
| ---------------- | ------------------------------------- | -------------------------- | ------------- |
| 1708—1709        | Семён Константинович Дмитриев         | воевода                    |               |
| 1709—1710        | Горчаков Савин Семёнович (1709—1710); | воевода / стольник / князь |               |
| 1710—1712        | Иван Ефремович Бахметьев              | обер-комендант             | /1648/ — 1729 |

### Синбирская провинцияАстраханской губернии  (1718 — 1728)
| Сроки управления | Имя                           | Должность | Годы жизни    |
| ---------------- | ----------------------------- | --------- | ------------- |
| 1719—1719        | Иван Васильевич Кикин         | воевода   | /1660/ — 1723 |
| 1719—1723        | Александр Алексеевич Нестеров | комендант |               |
| 1723—1729        | Фёдор Фёдорович Хрущев        | воевода   |               |

### Синбирская провинция Казанской губернии  (1728 — 1780)
| Сроки управления    | Имя                             | Должность | Примечания / Годы жизни            |
| ------------------- | ------------------------------- | --------- | ---------------------------------- |
| 1729—1729           | Борис Семёнович Толстой         | воевода   |                                    |
| 1729—1731           | Афанасий Алексеевич Бекетов     | воевода   | /1690/ — 1771                      |
| 1731—1732           | Иван Васильевич Новиков         | воевода   |                                    |
| 1733—1738           | Иван Иванович Немков            | воевода   |                                    |
| 1740— 1741          | Григорий Григорьевич Волконский | воевода   |                                    |
| 1742—1746           | Пётр Алексеевич Соковнин        | воевода   | /15 декабря 1679/ — 20 ноября 1756 |
| 23 января 1751—1752 | Афанасий Алексеевич Бекетов     | воевода   | /1690/ — 1771                      |
| 1752—17**           | А. А. Ходырев                   | воевода   |                                    |
| 1773 — ноябрь 1773* | Чернышёв, Пётр Матвеевич        | комендант | 1730 — ноябрь 1773; * (в 1766)     |
| 1774                | Андрей Петрович Рычков          | воевода   | Убит «пугачёвцами» под Карсуном    |

В 1780 Синбирск переименован в Симбирск. На основания Указа Екатерины II от 15 (26) сентября 1780 года и Указа Сената Российской империи от 27 декабря 1780 года (7 января 1781) Симбирский уезд был официально оформлен в Симбирское наместничество.

### Симбирские уездные предводители дворянства
| Сроки управления | Ф. И. О.                       | Звание / титул / чин          | Примечания                                        |
| ---------------- | ------------------------------ | ----------------------------- | ------------------------------------------------- |
| 1782 — 1784      | Степан Егорович Кротков        | коллежский асессор            | Первый Симбирский уездный предводитель дворянства |
| 1785 — 1786      | Скрипицын Федор Федорович      | поручик                       |                                                   |
| 1788 — 1789      | Киндяков Василий Афансьевич    | коллежский асессор            |                                                   |
| 1790 — 1792      | Микулин Павел Петрович         | подпоручик                    |                                                   |
| 1793 — 1795      | Скрипицын Федор Федорович      | поручик                       |                                                   |
| 1796             | Киндяков Василий Афансьевич    | коллежский асессор            |                                                   |
| 1802             | Толстой Александр Иванович     | надворный советник            |                                                   |
| 1803 — 1807      | Карпов Александр Алексеевич    | титулярный советник           |                                                   |
| 1808 — 1810      | Кротков Иван Степанович        | поручик                       | владелец села Кезьмино.                           |
| 1811 — 1816      | Миницкий Павел Иванович        | обер-провиантмейстер          |                                                   |
| 1816 — 1820      | Баратаев, Михаил Петрович      | князь / штаб-ротмистр         |                                                   |
| 1821 — 1823      | Самойлов Илья Иванович         | полковник                     |                                                   |
| 1824             | Мещеринов Петр Афансьевич      | штаб-ротмистр                 |                                                   |
| 1826 — 1829      | Бестужев Борис Петрович        | лейтенант                     |                                                   |
| 1830 — 1832      | Кашпиров Никита Прохорович     | подполковник                  |                                                   |
| 1833 — 1835      | Нейков Гавриил Иванович        | флота капитан                 |                                                   |
| 1836             | Соковнин Николай Петрович      | штабс-капитан                 |                                                   |
| 1837 — 1842      | Анненков Александр Николаевич  | коллежский секретарь          |                                                   |
| 1843 — 1844      | Беляков Афанасий Петрович      | штаб-ротмистр                 |                                                   |
| 1845 — 1847      | Киндяков Александр Иванович    | подполковник                  |                                                   |
| 1848 — 1849      | Карпов Петр Александрович      | гвардии полковник             |                                                   |
| 1849 — 1852      | Мещеринов Пётр Петрович        | губернский секретарь          |                                                   |
| 1853 — 1855      | Топорнин Николай Фёдорович     | гвардии штаб-ротмистр         |                                                   |
| 1855 — 1856      | Мякишев Иосиф Алексеевич       | поручик                       |                                                   |
| 1856 — 1862      | Баратаев Михаил Михайлович     | князь / надворный советник    |                                                   |
| 1862 — 1873      | Языков Василий Петрович        | артиллерии подпоручик         |                                                   |
| 1873 — 1874      | Анненков Федор Александрович   | коллежский асессор            |                                                   |
| 1874 — 1876      | Беляков Иван Афанасьевич       | губернский секретарь          |                                                   |
| 1876 — 1877      | Нейков Сергей Николаевич       | коллежский секретарь          |                                                   |
| 1877 — 1879      | Языков Василий Петрович        | артиллерии подпоручик         |                                                   |
| 1879 — 1881      | Мещеринов Алексей Петрович     | губернский секретарь          |                                                   |
| 1881 — 1883      | Ухтомский Александр Николаевич | князь / капитан-лейтенант     |                                                   |
| 1884 — 1889      | Оболенский, Иван Михайлович    | князь / флота лейтенант       |                                                   |
| 1889 — 1893      | Беляков Михаил Фёдорович       | артиллерии поручик            |                                                   |
| 1893 — 1894      | Грибовский Александр Петрович  | кандидат естественных наук    |                                                   |
| 1894 — ?         | Зимнинский Михаил Николаевич   | действительный стат. советник |                                                   |